# Maredudd ap Bleddyn
Maredudd ap Bleddyn († 1132) war ein König des walisischen Fürstentums Powys.

## Leben
Er war ein jüngerer Sohn von Bleddyn ap Cynfin und von Haer, Tochter eines Gllyn. Nach dem Tod seiner älteren Brüder Madog und Rhiryd, die 1088 im Kampf gegen Rhys ap Tewdwr, Fürsten von Deheubarth gefallen waren, teilten er und seine Brüder Cadwgan und Iorwerth Powys unter sich auf. 1102 unterstützte er wie seine Brüder den anglonormannischen Lord Robert of Bellême, 3. Earl of Shrewsbury bei seiner Revolte gegen den neuen englischen König Heinrich I. Im Gegensatz zu seinen Brüdern wechselte er jedoch nicht vor Niederschlagung der Revolte die Seiten und wurde 1103 von Iorwerth gefangen genommen. Er kam erst 1107 wieder frei. Nach dem Tod von Iorwerth und Cadwgan 1111 diente er seinem Neffen Owain ap Cadwgan, der die Herrschaft in Powys übernommen hatte, als Befehlshaber der Leibwache. 1113 konnte er seinen flüchtigen Neffen Madog ap Rhiryd, der seine beiden Brüder Iorwerth und Cadwgan ermordet hatte, festnehmen und lieferte ihn an Owain aus. Als Belohnung übertrug ihm Owain die Herrschaft über einen Teil von Powys. Nachdem Owain 1116 im Kampf gegen die Anglonormannen gefallen war, war Maredudd der bedeutendste noch lebende Nachkomme von Bleddyn ap Cynfyn und erkämpfte sich die Vormachtstellung in Powys, die er bis zu seinem Tod beibehalten konnte. 1121 unternahm König Heinrich I. einen Feldzug gegen ihn, und auf Druck von Gruffydd ap Cynan, dem König von Gwynedd, musste sich Owain dem englischen König unterwerfen und ihm eine große Anzahl Rinder als Tribut zahlen. Seine Herrschaft wurde durch mehrere Familienfehden zwischen seinen Söhnen und seinen Neffen bedroht. Sein Neffe Ithel ap Rhiryd, der mehrere Jahre in englischer Gefangenschaft verbracht hatte, erhob nach seiner Freilassung 1124 Ansprüche auf Teile von Powys und wurde schließlich von Maredudds Sohn Gruffydd ermordet. Seinen Neffen Llywelyn ap Owain ließ Maredudd 1130 blenden und entmannen.
Er war mit Hunydd, einer Tochter von Eunydd ap Morein, einem Krieger und entfernten Cousin seines Vaters verheiratet. Er hatte mit ihr drei Söhne. Nachdem sein ältester Sohn Gruffydd um 1128 gestorben war, wurde sein Sohn Madog ap Maredudd sein Nachfolger. Daneben hatte mit einer Geliebten namens Christin einen weiteren Sohn, Iorwerth Goch sowie mindestens vier weitere Kinder von unbekannten Geliebten.